# 터미널 (2018년 영화)
《터미널》(영어: Terminal)은 2018년 개봉한 스릴러 드라마 영화이다. 본 스타인의 감독 데뷔작이며, 본이 각본 역시 맡았다.

## 출연

### 주연
- 마고 로비
- 사이먼 페그

### 조연
- 매튜 루이스
- 마이크 마이어스
- 맥스 아이언스
- 덱스터 플레처
- 닉 모란
- 토머스 터구즈
- 카타리나 카스
- 조단 던
- 제이 심슨
- 폴 레이놀즈
- 로버트 굿맨
- 레스 러브데이

## 기타
- 총괄프로듀서: 매튜 젠킨스
- 총괄프로듀서: 조지 우드
- 미술: 리처드 블록
- 의상: 줄리안 데이